# Baboquivari
De Baboquivari (O'odham: Waw Kiwulik) is een 2357 meter hoge berg in Pima County in het zuiden van de Amerikaanse staat Arizona. Deze staat aan de rand van de Sonorawoestijn.
De Baboquivari speelt een centrale rol in de mythologie van de Tohono O’Odham (een Indianenstam).
Hun God, I'itoi genaamd, zou destijds de mensheid geschapen hebben op deze plek. Nu woont I'itoi in een labyrint onder de berg en waakt nog steeds over de leden van de stam.